# Principio di imparzialità
Il principio di imparzialità, in diritto,  è un principio giuridico che orienta l'attività della pubblica amministrazione, volta alla realizzazione dell'interesse pubblico, debba essere svolta con imparzialità.

## Caratteri
La Costituzione italiana accoglie tale principio con il secondo comma dell'articolo 97 dove stabilisce che:
L'imparzialità deve intendersi sia come divieto di una qualsiasi forma di favoritismo nei confronti di alcuni soggetti, sia come ugual diritto di tutti i cittadini ad accedere ai servizi erogati dalla pubblica amministrazione. In particolare, l'art. 97 impone alla P.A. di svolgere la propria attività nel pieno rispetto della giustizia.Tale profilo è stato ulteriormente ribadito dalla già citata inclusione – ad opera della l. 69/2009 – tra i criteri dell'attività amministrativa anche di quello dell'imparzialità.

## Nel rapporto dei funzionari con l'appartenenza politica
L'art. 98 comma 3° della Costituzione affida al legislatore la facoltà di limitare il diritto di concorrere democraticamente all'esercizio della sovranità popolare, all'interno di una propria scelta di natura politica, «in capo a certe categorie di dipendenti pubblici "sensibili", così com'è avvenuto, per esempio, per i magistrati a cui è stato posto il divieto di iscriversi ai partiti».
Al di fuori di queste leggi esplicitamente autorizzate ad imporre il divieto "per i magistrati, i militari di carriera in servizio attivo, i funzionari ed agenti di polizia, i rappresentanti diplomatici e consolari all’estero", non esiste un divieto generalizzato dei dipendenti pubblici italiani di iscriversi ad un partito politico. Per i militari, in base a norme secondarie, si ritiene piuttosto esistere "un divieto di immistione in ambito politico: diversamente optando, il militare, anche se non iscritto a partiti, finirebbe per non poter partecipare anche a riunioni e manifestazioni (...) Segnatamente, però, la mera iscrizione ad un partito politico non costituisce partecipazione ad una competizione politica".